# Moral Politics
 (avril 2017).
- Si vous ne connaissez pas le sujet, laissez ce bandeau (vous pouvez alors contacter les auteurs).
- Si vous supprimez le contenu mis en cause (vous pouvez préalablement contacter les auteurs),

argumentez précisément cette suppression dans la page de discussion
(un manque de référence n'est pas un argument ; une recherche réelle de référence doit avoir été effectuée, être formellement documentée).
 (avril 2017).
 (avril 2017).
Si vous disposez d'ouvrages ou d'articles de référence ou si vous connaissez des sites web de qualité traitant du thème abordé ici, merci de compléter l'article en donnant les références utiles à sa vérifiabilité et en les liant à la section « Notes et références ».
Moral Politics: How Liberals and Conservatives Think est un livre publié en 1996 écrit par le linguiste cognitif George Lakoff. Il soutient que les conservateurs et les libéraux représentent deux différents modèles conceptuels de la moralité. Les conservateurs ont un modèle patriarcal strict dans lequel les personnes sont rendus meilleures à travers l’auto-discipline et le travail acharné, tout le monde est pris en charge tout en prenant soin d’eux-mêmes. Les libéraux ont un modèle familial dans lequel tout le monde est pris en charge en s’entre-aidant.

## Le livre
Moral Politics a deux objectifs différents. Lakoff utilise des techniques de linguistique cognitive pour tenter de mieux comprendre les cadres mentaux qui se cachent derrière les politiques américains contemporains. Ils correspondent à des concepts mentaux tels que « libéral », ou « conservateur ». Et, dans les derniers chapitres, il soutient que les mœurs et politiques « libérales » sont supérieures aux mœurs et politiques « conservatrices ».
Le livre a pour but d’être une étude objective des métaphores conceptuelles soulignant les politiques conservatrices et libérales bien que la partie finale soit consacrée au point de vue personnel de l’auteur.
Layoff a écrit Moral Politics peu après que le « Contract With America » du Parti Républicain a pris le pouvoir sur le Congrès sous la présidence de Clinton, et son utilisation du terme « libéral » et « conservateur » est fortement influencée par la manière dont ces étiquettes ont été utilisées pendant les élections de 1992.

### Les problématiques centrales
Le livre est fondé sur des observations et des questions majeures :
Il y a un groupe de croyances que la plupart des conservateurs partagent et un autre groupe que la plupart des libéraux partagent. Quelle est l’explication à cet amalgame ?
Les libéraux et les conservateurs ne sont généralement pas seulement en désaccord avec le camp opposé mais voient « l’autre côté » comme largement incohérent. Pourquoi un côté ne peut-il pas essayer de comprendre l’autre ?
Pourquoi les libéraux et les conservateurs ont tendance à utiliser les mêmes mots pour vouloir dire des choses différentes ?
Pourquoi les libéraux et les conservateurs font-ils de différents problèmes l’objet des campagnes ?

### La solution proposée: un modèle métaphorique
Lakoff essaie de résoudre ces difficultés à travers un modèle dans lequel les libéraux et les conservateurs sont présentés comme ayant une vision du monde différente et contradictoire dans la famille nucléaire idéale.
La conceptualisation de l’idéal progressif suit le « modèle familial altruiste » , alors que celle des conservateurs suit le « modèle patriarcal autoritaire ».
Lakoff utilise ce modèle pour répondre à la question centrale citée ci-dessus, ainsi que pour montrer comment et pourquoi les libéraux et les conservateurs utilisent différentes sémantiques.

### Les clarifications du modèle
Il y a plusieurs choses que Lakoff n’a pas l’intention de signifier avec ce modèle. Il ne croit pas que tous les conservateurs sont les mêmes, ni les libéraux. Dans la terminologie de la linguistique cognitive, les opinions de Lakoff toutes deux libérales et conservatrices cataloguées comme « catégories radiales ».
Lakoff n’estime pas que les personnes croient consciemment au concept de la famille qu’il décrit. En tant que scientifique cognitif, il croit qu’il est en train de décrire les structures mentales qui sont majoritairement en-dessous du niveau de conscience.

### Arguments contre les stéréotypes superficiels
Lakoff s'oppose à la caractérisation superficielle, stéréotypée et fausse des libéraux et des conservateurs. Le livre traite des simplifications communes sur les deux visions du monde à la fois.
Dans le chapitre 7, Lakoff dément plusieurs conceptions du « Conservatisme » qu’il voit comme trop simplistes. Il dit que tout libéral ou conservateur disant cela : « Les conservateurs croient simplement à moins de gouvernement » n’est pas correct. Dans le chapitre 18, il réfute certaines opinions stéréotypées des libéraux, dont celles les voyant comme « amateurs de bureaucratie », « défenseurs d’intérêts spéciaux » et « défendre uniquement les droits et sans responsabilités. ».

### L’importance des métaphores
Lakoff affirme que les personnes ont tendance à penser métaphoriquement, résonner par analogie plutôt que par logique. Les métaphores sont très courantes dans la communication et nous ne les utilisons pas juste en parlant, en fait, nous percevons et agissons en conformité avec les métaphores : les métaphores conceptuelles.

### Deuxième édition
Le sous-titre du livre a changé entre la première et l’actuelle édition.
Précédemment intitulé Moral Politics: What Conservatives Know That Liberals Don’t, il a été rebaptisé Moral Politics: How Liberals and Conservatives Think.
Le texte de la deuxième édition est identique à celui de la première. Tout ce qui a été ajouté est une deuxième édition pour la préface, et 37 pages d’épilogue dont le contenu est en rapport avec les élections présidentielles américaines de 2000.

## Application
Howard Dean

Le candidat à la présidentielle américaine Howard Dean est un fan de ce livre, il fait référence à celui-ci en tant que soutien pour sa stratégie activiste. Plus tard, Dean a écrit l’introduction d'un livre connexe mais plus court par Lakoff, La guerre des mots ou comment contrer le discours des conservateurs (2004).